# Herman Cornejo
Herman Cornejo (Buenos Aires, 13 maggio 1981) è un ballerino argentino, primo ballerino dell'American Ballet Theatre dal 2003.

## Biografia
Herman Cornejo è nato e cresciuto a Buenos Aires, fratello minore della prima ballerina del Boston Ballet Erica Cornejo. All'età di nove anni ha cominciato a studiare danza alla scuola del Teatro Colón e a quattordici si è trasferito a New York per studiare con la School of American Ballet dopo aver vinto una borsa di studio. Due anni più tardi si è classificato primo nell'ottava edizione dell'International Moscow Competition, risultando così il più giovane vincitore di sempre. Nel 1998 si è unito al corpo di ballo dell'American Ballet Theatre, in cui ha avuto una rapida carriera: nel 2000 è stato promosso al rango di solista e nel 2003 a quello di primo ballerino.
Diversi critici hanno notato che nonostante la statura modesta (1,68 cm) Cornejo si è distinto in una vasta gamma di ruoli per tecnica ed espressività e nel 2004 la critica del New Yorker Joan Acocella lo ha definito il ballerino tecnicamente più dotato negli Stati Uniti. Il suo repertorio comprende tutti i maggiori ruoli maschili della compagnia, tra cui l'eponimo protagonista di Apollo e Petruška, Franz in Coppélia, Conrad ne Le Corsaire, Puck in The Dream, Basilio in Don Chisciotte, Colas ed Alain ne La Fille mal gardée, Albrecht in Giselle, Des Greux e Lescaut in Manon, lo schiaccianoci e il principe ne Lo schiaccianoci, Romeo e Mercuzio in Romeo e Giulietta, la rosa ne Le Spectre de la rose, Siegfried ne Il lago dei cigni e James ne La Sylphide. Inoltre è stato il primo interprete di ruoli creati appositamente per lui da coreografi quali Aleksej Ratmanskij, Mauro Bigonzetti, Trey McIntyre, Jorma Elo, Twyla Tharp e Martha Clarke.
Sulle scene è stato spesso partner di Misty Copeland e della prima ballerina assoluta Alessandra Ferri. Per quanto la sua carriera è stata indissolubilmente legata all'American Ballet Theatre, Cornejo ha danzato come ospite in compagnie prestigione, tra cui il corpo di ballo del Teatro alla Scala, il New York City Ballet, il Bostom Ballet e il Ballet Hispánico.
Per i risultati ottenuti all'American Ballet Theatre ha vinto il Premio Bessie nel 2013. 
Nel 2014 ha vinto il Prix Benois de la Danse e nel 2019 ha festeggiato i suoi vent'anni con l'American Ballet Theatre con una speciale rappresentazione al Lincoln Center, in cui ha danzato l'Apollo di Balanchine, El Chamuyo e A Gathering of Ghosts di Twyla Tharp.